# .pm
A .pm a Franciaországhoz tartozó Saint-Pierre és Miquelon internetes legfelső szintű tartomány kódja. Új címet az a Francia AFNIC-nál lehet igényelni, de jelenleg nem adnak ki címet, helyette a .fr tartományt használják.